# 希皮哈帕縣
希皮哈帕縣（西班牙語：Cantón Jipijapa），是厄瓜多爾的縣份，位於該國西部，由馬納比省負責管轄，始建於1824年6月25日，面積1,401平方公里，海拔高度200米，2001年人口65,796，人口密度每平方公里46.96人。